# Pelargonium oxaloides
Pelargonium oxaloides är en näveväxtart som först beskrevs av Nicolaas Laurens Nicolaus Laurent Burman, och fick sitt nu gällande namn av Carl Ludwig von Willdenow. Pelargonium oxaloides ingår i släktet pelargoner, och familjen näveväxter. Inga underarter finns listade i Catalogue of Life.